# Casa Baulés
La casa Baulés és un edifici situat als carrers de la Baixada de la Llibreteria, 9 i de la Tapinera, 1 de Barcelona, catalogada com a bé cultural d'interès local.

## Història
Va ser projectat el 1848 pel mestre d'obres Narcís Nuet per al botiguer de teles Sebastià Baulés. Durant el primer terç del segle xx es van substituir les golfes per un darrer pis.

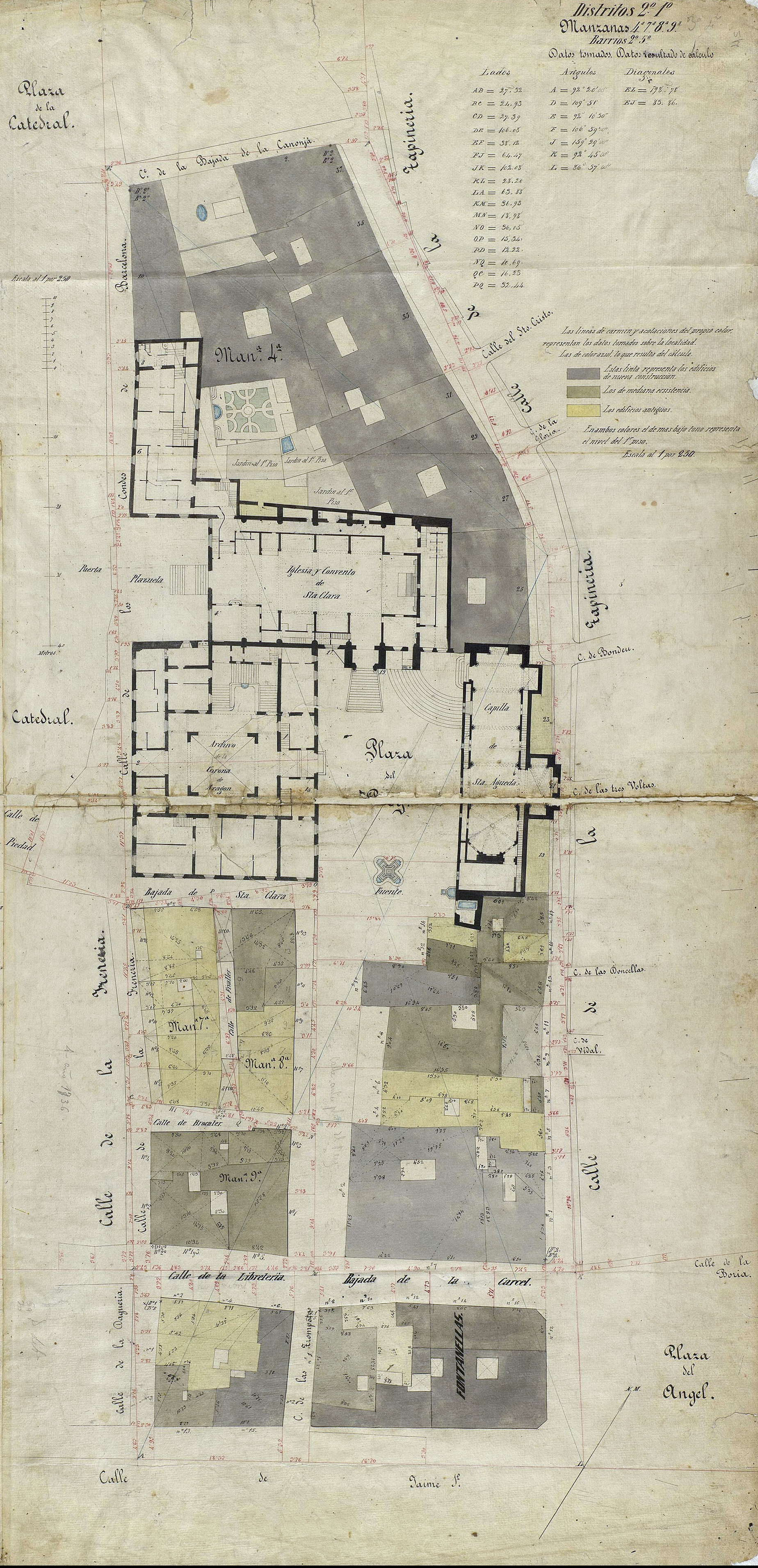
Quarteró núm. 45b de Garriga i Roca (c. 1860)

## Descripció
Consta de planta baixa, entresòl, quatre pisos i terrat. Les obertures segueixen els mateixos eixos longitudinals, a la façana del Baixada de llibreteria hi ha 2 i al carrer Tapineria 3. A la planta baixa s'obren grans portes d'arc rebaixat motllurat i a l'entresòl les obertures són de llinda i s'obren a balcons amb molt poc voladís i barana de ferro forjat. El parament d'aquests dos nivells esta decorat amb pilastres formades per carreus que recorren l'espai entre les obertures. Les obertures dels tres pisos superiors són de llinda.
Al pis principal, una balconada recorre tot el perímetre de l'immoble; aquesta té la barana de ferro forjat i la llosa està recolzada sobre mènsules. Entre les portes hi ha relleus decoratius en terracota; al carrer de la Baixada de la Llibreteria hi ha representat un clipeu amb un bust femení sostingut per sirenes i al carrer de la Tapineria gerros amb fruites i elements vegetals. Al segon pis hi ha balcons correguts que ocupen l'espai de cada façana i, al tercer pis, els balcons son individuals. Als extrems de les dues façanes hi ha unes grans pilastres, amb el fus estriat i capitell dòric, que arrenquen des del primer pis i acaben en el tercer. Aquestes aguanten una cornisa que fa de separació amb l'últim pis. Aquí les obertures són d'arc de mig punt amb els brancals decorats amb pilastres que aguanten la motllura que ressegueix l'arc. Tenen baranes de balustre i estan flanquejades per pilastres corínties que aguanten una cornisa que recorre l'edifici. El coronament es fa mitjançant mènsules que aguanten una cornisa de gran voladís sobre la qual hi ha la barana de tancament del terrat i pinacles als extrems.